# 1687 en santé et médecine
| Années de la santé et de la médecine : 1684 - 1685 - 1686 - 1687 - 1688 - 1689 - 1690    |
| Décennies de la santé et de la médecine : 1650 - 1660 - 1670 - 1680 - 1690 - 1700 - 1710 |

Cet article présente les faits marquants de l'année 1687 en santé et médecine.

## Publications
- Le médecin néerlandais Willem ten Rhijne (1649-1700) publie Verhandelinge van de Asiatise Melaatsheid na een naaukeuriger ondersoek ten dienste van het gemeen à Amsterdam, décrivant la lèpre asiatique aux Occidentaux[1].
- Girolamo Fabrizi d'Acquapendente (1533-1619) fait éditer Opera omnia anatomica et physiologica à Leipzig[2].
- Giovanni Cosimo Bonomo (1666-1696), élève de Francesco Redi (1626-1697), publie à Florence Osservazioni intorno a' pellicelli del corpo umano (Observations sur les acariens du corps humain) : la gale est causée par un acarien.